# خوان بيلينكوسو
خوان كارلوس رودريغيز بيلينكوسو (بالإسبانية: Juan Carlos Rodríguez Belencoso)‏ (من مواليد 1 سبتمبر 1981 في إلتشي دي لا سييرا، ألباسيتي، كاستيا-لا مانتشا) هو لاعب كرة قدم إسباني، يلعب لنادي كيتشي في دوري هونغ كونغ الدرجة الأولى، في مركز المهاجم.

## وصلات خارجية
- خوان بيلينكوسو على موقع قاعدة بيانات كرة القدم.إي يو (الإنجليزية)
- خوان بيلينكوسو على موقع Soccerway.com (الإنجليزية)
- خوان بيلينكوسو على موقع كووورة

- BDFutbol profile
- Futbolme profile (بالإسبانية)
- Stats at ForaDeJogo
- Stats at FootballDatabase